# Carsten Eich
Carsten Eich (Lothar Carsten Eich; * 9. Januar 1970 in Leipzig) ist ein ehemaliger deutscher Langstreckenläufer, der seine größten Erfolge bei Straßenläufen erzielte.

## Leben
Eich wurde 1989 Junioreneuropameister im 5000-Meter-Lauf. 1990 startete er bei den Europameisterschaften in Split über 10.000 Meter und wurde 22. 1992 nahm er an den Olympischen Spielen in Barcelona teil, erreichte jedoch nicht den Endlauf.
1993 stellte Carsten Eich beim Berliner Halbmarathon in 1:00:34 h einen Europarekord auf. Diese Zeit wäre sogar Weltrekord gewesen, wenn nicht am Vortag des Rennens der Kenianer Moses Tanui in Mailand mit 59:47 min als erster Mensch die 21,0975 km in weniger als einer Stunde zurückgelegt hätte. Wenige Tage später stellte Eich mit 27:47 min beim Paderborner Osterlauf über 10 km einen Streckenrekord auf, der bis 2017 Bestand hatte. Diese Zeit wurde erst fast 30 Jahre später von Amanal Petros gebrochen. 1993 wurde Eich zudem Dritter beim Hamburg-Marathon.
Bei den Europameisterschaften 1994 in Helsinki startete Eich im Marathon und wurde 35. Bei den Halbmarathon-Weltmeisterschaften im selben Jahr lief er auf Platz 15. Zwei Jahre später landete er bei den Halbmarathon-Weltmeisterschaften auf Rang 60. 1997 startete er bei den Weltmeisterschaften in Athen wieder auf der 10.000-Meter-Distanz und erreichte den Endlauf.
1998 entschied sich Eich fest für den Straßenlauf und siegte beim Köln-Marathon. 1999 wurde er beim Hamburg-Marathon Gesamtzweiter und Deutscher Meister in seiner Bestzeit von 2:10:22 h. Er qualifizierte sich für die Olympischen Spiele 2000 in Sydney, wo er aber nur Platz 54 belegte. 2002 siegte er beim Leipzig-Marathon und 2004 beim Düsseldorf-Marathon.
Eich wurde 1989 DDR-Meister über 5000 und 10.000 Meter. Deutscher Meister war er im 10.000-Meter-Lauf (1992), 10-km-Straßenlauf (2003, 2004, 2006), Halbmarathon (1997, 1999, 2000, 2001, 2002, 2003, 2004, 2006) und Marathon (1999). Zu Silvester 2007 zog er sich aus dem Leistungssport zurück.
Carsten Eich hatte bei einer Größe von 1,90 m ein Wettkampfgewicht von 65 kg. Er begann 1981 als Mittelstreckenläufer bei der SG Dynamo Leipzig, bevor er 1984 zum SC DHfK Leipzig delegiert wurde. Fortan trainierte er dort unter Wolfgang Heinig. 1992 wechselte er zur  SG MoGoNo. Anschließend zog es ihn 1993 wieder zum SC DHfK Leipzig. Dort blieb er bis 1996. 1997 wechselte Eich zum LAC Quelle. 2002 ging Eich zur LG Braunschweig, wo er bis 2004 blieb. Danach startete er für den rheinmarathon düsseldorf e. V. Sein Trainer war seit 1995 Axel Krippschock, dereinst selbst ein erfolgreicher Läufer.
Eich arbeitet im Sport- und Gesundheitsmanagement. 2012 wurde er Trainer von Sabrina Mockenhaupt.

## Bestzeiten
- 5000 m: 13:27,90 min, 13. Juni 1997, Nürnberg
- 10.000 m: 27:41,94 min, 5. April 1997, Barakaldo
- 10-km-Straßenlauf: 27:47 min (deutscher Rekord), 10. April 1993, Paderborn
- Halbmarathon: 1:00:34 h[3] (deutscher Rekord), 4. April 1993 Berlin
- Marathon: 2:10:22 h, 25. April 1999, Hamburg